# Xã York, Quận Fillmore, Minnesota
Xã York (tiếng Anh: York Township) là một xã thuộc quận Fillmore, tiểu bang Minnesota, Hoa Kỳ. Năm 2010, dân số của xã này là 368 người.